# Старый Султан
«Старый Султан» — (нем. Der alte Sultan) сказка братьев Гримм, которая была опубликована в первом томе первого издания их сборника в 1812 году (KHM том 1, № 48).
Представляет собой комбинацию нескольких распространённых сказочных мотивов и в указателе сюжетов фольклорной сказки Аарне-Томпсона-Утера (АТУ) имеет номера 101 — «Старая собака спасает ребёнка», 103 — «Дикие животные прячутся от незнакомого животного» и 104 — «Война домашних животных и диких».

## Сюжет
Жил у мужика старый пёс по кличке Султан, который много лет верой и правдой служил своему хозяину, берёг его добро и его самого от волков и злых людей. Однако пёс уже не мог нести службу как прежде и хозяин решил его пристрелить — «ведь уже он ни на что не годен стал» и сказал про это своей жене. Султан это услышал, после чего пожаловался вечером в лесу своему давнему приятелю — волку, который предложил план инсценировки похищения ребёнка. Это должно было произойти когда его хозяева пойдут на сенокос и возьмут с собой малыша, в результате чего мужик должен изменить своё отношение к собаке в лучшую сторону. Это предложение понравилось старому псу; и всё, как было ими задумано, так и было выполнено. На следующий день, после того как волк утащил ребёнка, как обычно оставленного у изгороди на сенокосе, вмешался Султан и принёс оставленного волком, как и было уговорено, ребёнка обратно и его отец очень этому обрадовался. Таким образом их план увенчался успехом, и с той поры старому Султану жилось так хорошо, как только он мог пожелать.
Однако пёс и волк позже поссорились, так как последний хотел причинять ущерб собственности хозяина надеясь, что пёс, учитывая их близкие отношения, оказанную ранее услугу и «тяжёлые времена», разрешит ему безнаказанно похитить жирную овечку с хозяйского двора. Пёс отказался сказав, что всегда останется верным своему хозяину и не допустит этого. Волк всё же решил, что Султан говорит это всё не всерьёз и всё-таки пробрался как-то ночью с намерением утащить у мужика овцу, но пёс громким лаем предупредил хозяина о волке: тот застал его у себя на дворе и «погладил его цепом против шерсти». Волк еле сумел вырваться со двора и, убегая, закричал собаке, угрожая что он ему ещё за это отплатит. На следующее утро волк послал кабана вызвать собаку на поединок в лесу. Старый Султан никого не мог себе найти в свидетели поединка, кроме старой кошки, да и та была трехногая; как они вышли из дома, так она и заковыляла на трёх ногах и от боли подняла, хвост вверх трубою. Волк и его свидетель кабан уже были в условленном месте, но когда они увидели вдали своего противника, им показалось, что он несет с собою саблю за которую они приняли поднятый вверх хвост кошки. Кроме того и хромота кошки показалась им опасной решив, что она нагибается, собирая по дороге камни, которыми станет в них бросать. Испугавшись кабан забрался в кучу листьев, а волк взобрался на дерево.
Собака и кошка, придя на место, очень удивились тому, что никого не видят. Кабан не весь залез в листву и концы его ушей из неё всё же торчали. И в то время как кошка стала подозрительно оглядываться по сторонам, кабан тряхнул ушами, кошке показалось, что это шевелится мышь — она туда прыгнула и укусила кабана за ухо. Кабан с визгом рванулся с места, бросился бежать и крикнул: «Вон главный-то виновник на дереве сидит». Собака и кошка глянули вверх на дерево и увидели волка, который после этого устыдился своей собственной трусости и помирился со старым Султаном.

## Интерпретации и варианты сюжета
Народные сказки с близкими фольклорными мотивами распространены по всей Европе. Например, в странах бывшего СССР благодаря мультипликационному фильму «Жил-был пёс», со схожим сюжетом наиболее известна украинская народная сказка «Серко» (укр. Сірко).
Британский этнограф и агиограф Сабин Бэринг-Гулд (Sabine Baring-Gould, 1834—1924) в своей книге «Мифы и легенды Средневековья» в главе «Пёс Гелерт» относит эту сказку к широко распространённой индоевропейской мифологеме получившей у фольклористов название «Брахман и мангуст» (см. Святой Гинфорт).

## Экранизации
- Японский аниме-сериал «Сказки братьев Гримм» — первый сезон, эпизод 19.
- Немецкий мультсериал «Симсала Гримм» — третий сезон, эпизод 5.